# Tossal d'Alta-riba
|  | Per a altres significats, vegeu «Tossal d'Alta-riba (Talarn)». |

El Tossal d'Alta-riba és una muntanya de 662 metres on se situa el poble d'Alta-riba, pertanyent al municipi d'Estaràs, a la comarca catalana de la Segarra. Al cim del tossal hi ha el Castell d'Alta-riba.